# Antoine Moundanda
 (mai 2021).
Si vous disposez d'ouvrages ou d'articles de référence ou si vous connaissez des sites web de qualité traitant du thème abordé ici, merci de compléter l'article en donnant les références utiles à sa vérifiabilité et en les liant à la section « Notes et références ».
Antoine Moundanda (ou Mundanda), né en 1928 à Kimpala et mort en 2012 à Brazzaville, est un chanteur et musicien brazza-congolais. Il est connu pour avoir incorporé le likembe, instrument de musique traditionnelle, dans la musique moderne.